# Pressens Bild

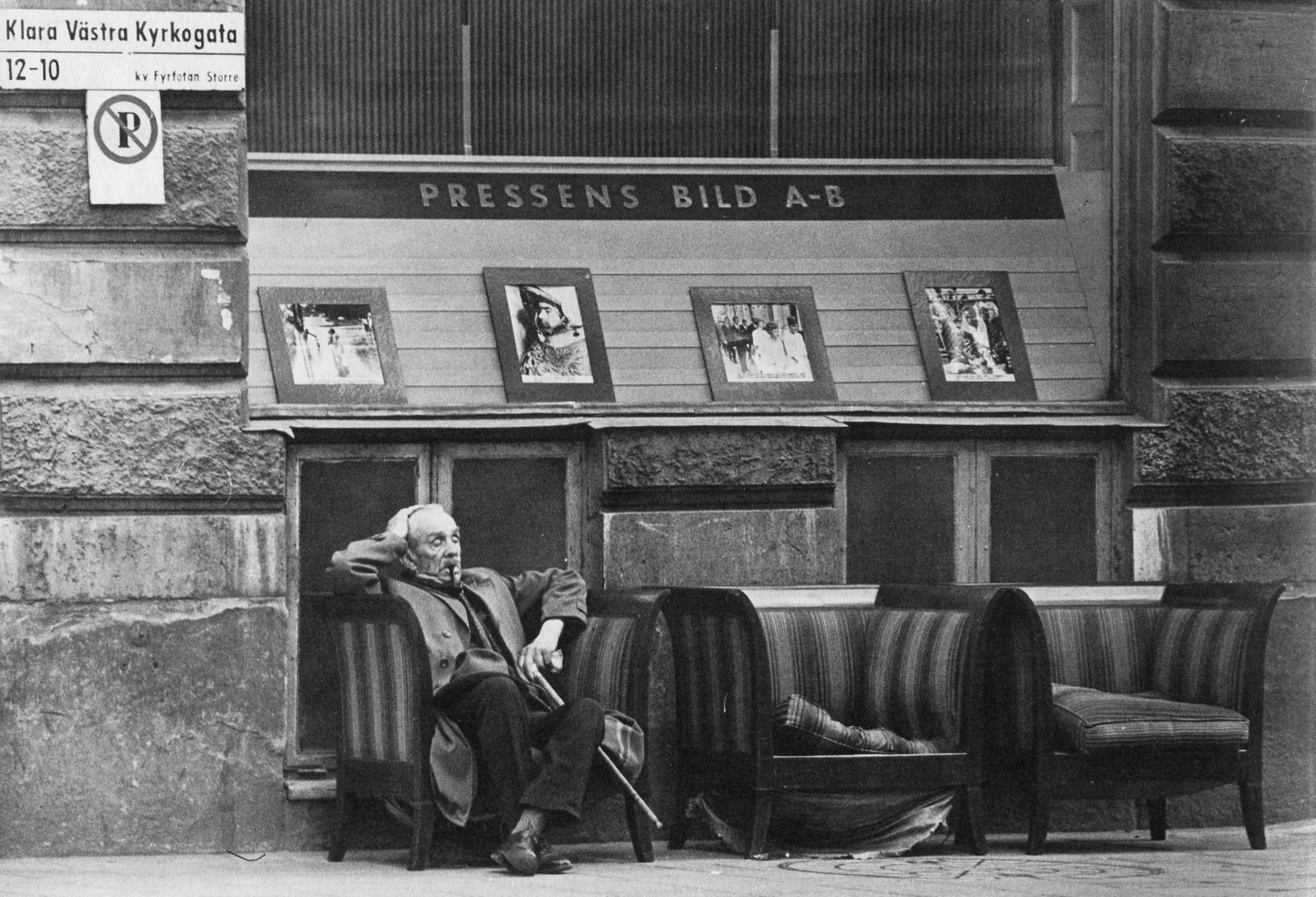
Pressens Bild, Klara Västra Kyrkogata 1962.
Foto: Pressens Bild / Alf Lidman.

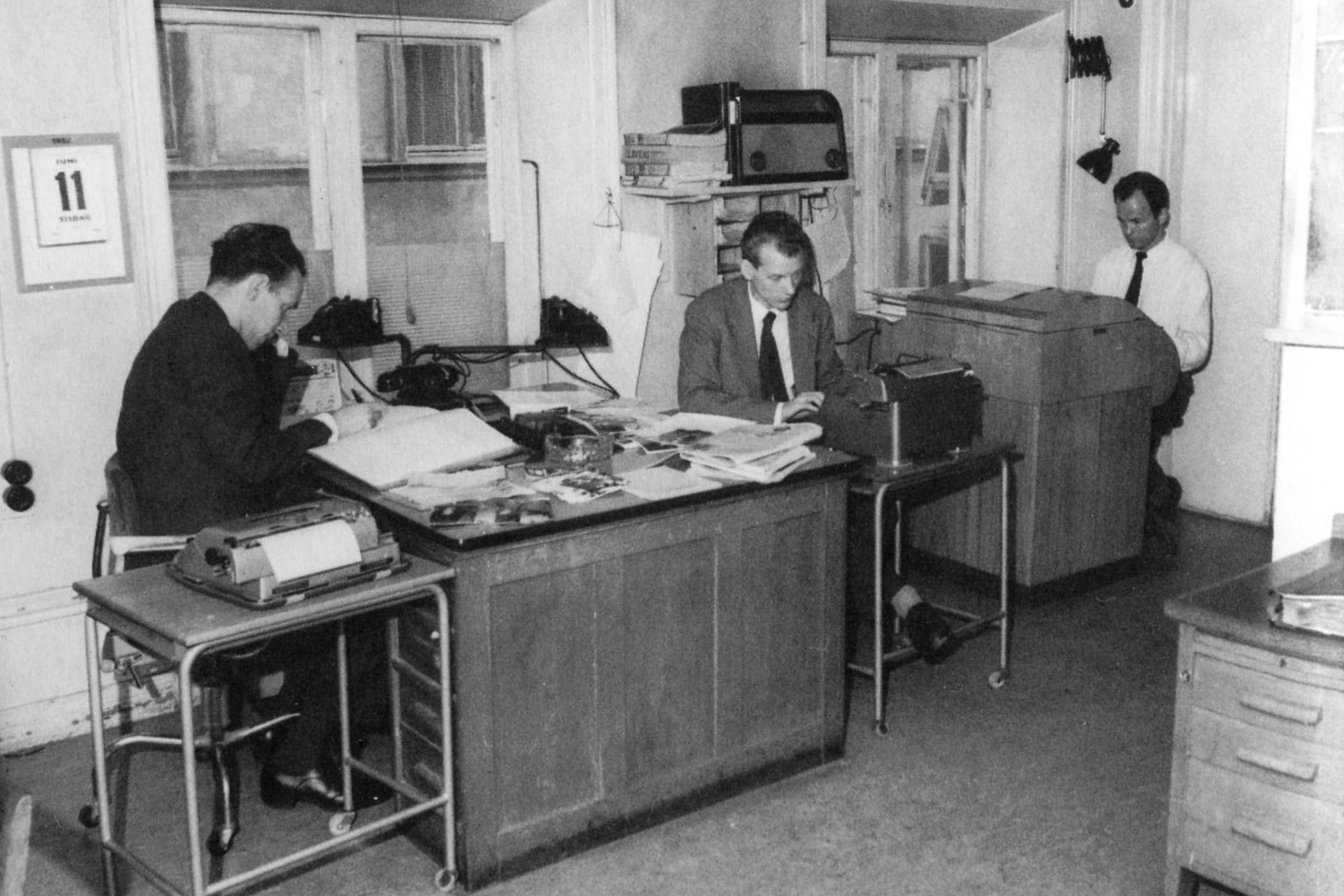
Pressens Bild, Jakobsgatan före 1960.
Foto: Pressens Bild.

Pressens Bild var en bildbyrå i Stockholm som grundades 1936 och ägdes av Bonnierkoncernen. År 2006 slogs företaget samman med konkurrenten Scanpix till Scanpix Sweden AB.
Fram till 1960 hade Pressens Bild sin redaktion och sitt arkiv vid Jakobsgatan 22 i Klarakvarteren i Stockholm. Lokalerna var trånga och centralvärme saknades, toaletterna låg på bakgården. I Klarakvarteren  fanns på 1950-talet närmare tio dagstidningar som anlitade Pressens Bilds arkiv. Bildsäljare från Pressens Bild sprang runt i kvarteren och sålde sina fotografier. På den tiden var det inte vanligt att fotografens namn sattes ut under en publicerad bild, därför saknar äldre pressbilder ofta upphovsmannens namn och enbart "Pressens Bild" anges som källa. I samband med rivningarna för Norrmalmsregleringen flyttade företaget temporärt till Klara Västra Kyrkogata 10-12.
År 1964 flyttade Pressens Bild tillsammans med Dagens Nyheter och Expressen till det nybyggda tidningshuset (se DN-skrapan) i Marieberg på Kungsholmen. På 1990-talet var Pressens Bild Nordens största bildbyrå och bland de främsta i världen när det gällde ny teknik. I det omfattande bildarkivet förvaltades inte bara Pressens Bilds material utan även bilder från Dagens Nyheter och Expressen. 1992 fanns över 13 miljoner bilder från slutet av 1800-talet och framåt i företagets arkiv. 
År 2003 instiftades Pressens bilds stora fotopris (sedan 2006 kallat Scanpix stora fotopris) som utdelas årligen till yrkesverksamma fotografer. 
Året före samgåendet med Scanpix (2005) hade Pressens Bild 40 medarbetare och omsatte 66 miljoner kronor medan Scanpix Sverige omsatte 42 miljoner kronor med 26 medarbetare.